# Teresa Lubkiewicz-Urbanowicz

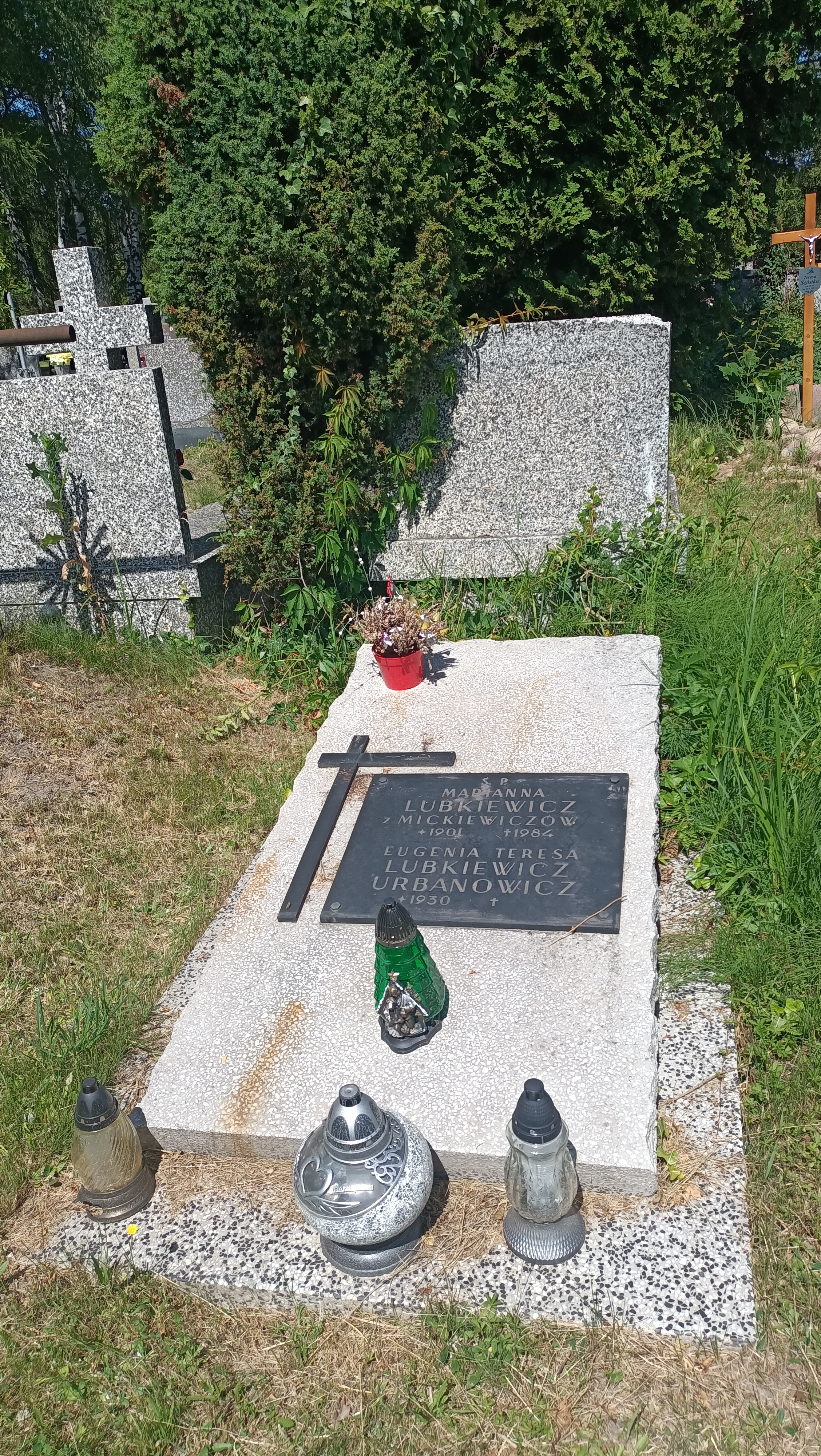
Grób Teresy Lubkiewicz-Urbanowicz na Cmentarzu Komunalnym Północnym w Warszawie

Eugenia Teresa Lubkiewicz-Urbanowicz (ur. 13 października 1930 w Lidzie, zm. 7 grudnia 2023 w Warszawie) – polska pisarka.

## Życiorys
Dzieciństwo spędziła w Wilnie, skąd w 1946 w ramach repatriacji przeprowadziła się z rodziną ciotki na Dolny Śląsk. Ukończyła szkołę pielęgniarską i początkowo pracowała w ośrodku dla dzieci z chorobą Heinego-Medina. W połowie lat 50. przeprowadziła się do Warszawy, gdzie studiowała dziennikarstwo na Uniwersytecie Warszawskim, naukę ukończyła w 1960. W 1974 otrzymała nagrodę im. Stanisława Piętaka oraz pierwsze miejsce w konkursie Teatru Ateneum za sztukę „Wijuny”. W latach 80. XX wieku jej felietony były publikowane w ukazującym się w Londynie „Dzienniku Polskim”.
W latach 1978–1990 współtworzyła powieść radiową „W Jezioranach”, pisała słuchowiska i dramaty.
Na podstawie jej powieści Boża podszewka nakręcono serial telewizyjny pod tym samym tytułem.

## Twórczość

### Literatura
- 1974 Wijuny,
- 1993 Boża podszewka,
- 1998 Boża podszewka cz. 2,
- 2005 Babskie nasienie.

### Audycje radiowe
- W Jezioranach,
- Prynuka,

### Sztuki teatralne
- Małanka
- Sękacz.